# 6590 Barolo
6590 Barolo è un asteroide della fascia principale. Scoperto nel 1985, e battezzato ufficialmente Barolo nel 1999, presenta un'orbita caratterizzata da un semiasse maggiore pari a 3,0242527 UA e da un'eccentricità di 0,1022679, inclinata di 8,98204° rispetto all'eclittica.